# Weekley
Weekley es un pueblo y una parroquia civil del distrito de Kettering, en el condado de Northamptonshire (Inglaterra). Está ubicado a aproximadamente medio kilómetro al nordeste de la villa de Kettering, la sede administrativa del distrito.

## Demografía
Según el censo de 2001, Weekley tenía 242 habitantes (105 varones y 137 mujeres). 27 (11,16%) de ellos eran menores de 16 años, 151 (62,39%) tenían entre 16 y 74, y 64 (26,45%) eran mayores de 74. La media de edad era de 53,11 años. De los 215 habitantes de 16 o más años, 39 (18,14%) estaban solteros, 111 (51,63%) casados, y 65 (30,23%) divorciados o viudos. 108 habitantes eran económicamente activos, 105 de ellos (97,22%) empleados y otros 3 (2,78%) desempleados. Había 3 hogares sin ocupar y 81 con residentes.
| 253                         | 217 | 255 | 273 | 271 | 265 | - | - | 270 | 264 | 235 | 256 | 223 | 241 | - | 207 | 164 |
| (Fuente: Vision of Britain) |     |     |     |     |     |   |   |     |     |     |     |     |     |   |     |     |